# Horodyskia

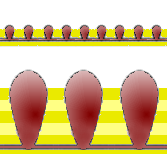
Posible aspecto de Horodyskia, con el organismo en color rojo rodeado por el sedimento.

Horodyskia es un fósil encontrado en rocas con antigüedades comprendidas entre 1500 millones de años y 900 millones de años. Tiene la forma de un collar de perlas conectadas por un hilo muy fino. Es un fósil controvertido por su simple morfología y por la falta de información detallada acerca del entorno sedimentario. Ha sido considerado un pseudofósil, colonia procariota, foraminífero, moho mucilaginoso, alga parda, esponja, hidrozoo, colonia de briozoos, excremento de metazoos y recientemente un hongo primitivo.